# FC Grün-Weiß Piesteritz
FC Grün-Weiß Piesteritz is een Duitse voetbalclub uit Piesteritz, Wittenberg, Saksen-Anhalt.

## Geschiedenis
De club werd opgericht in 1919, toen Piesteritz nog een zelfstandige gemeente was, als 1. FC Wacker Piesteritz. De club sloot zich aan bij de Midden-Duitse voetbalbond. Door een gebrek aan genoeg spelers fuseerde de club in 1923 met TuSV Piesteritz en werd zo VfR Piesteritz. Deze club ging in de nieuwe competitie van Mulde spelen, een van de velen hoogste divisies van de bond. Na twee seizoenen degradeerde de club, maar kon wel na één seizoen weer promotie afdwingen. Van 1930 tot 1932 werd de club drie keer op rij derde. Na 1933 werd de competitie geherstructureerd. De Midden-Duitse bond werd ontbonden en de vele competities werden vervangen door de Gauliga Mitte en Gauliga Sachsen. Op VfL Bitterfeld na werden de clubs uit Mulde werden te licht bevonden voor zowel de Gauliga Mitte als de Bezirksklasse Halle-Merseburg, die de nieuwe tweede klasse werd. De club ging nu in de 1. Kreisklasse Mulde spelen. De club moest van hogerhand gedwongen fuseren met andere clubs en werd zo TuSB Piesteritz. In 1938 werden ze kampioen en kon via de eindronde promotie afdwingen. De club eindigde tiende op dertien clubs maar degradeerde toch omdat door het uitbreken van de Tweede Wereldoorlog het aantal clubs verminderd werd in de Bezirksklasse. 
Na de Tweede Wereldoorlog werden alle Duitse voetbalclubs ontbonden. In 1949 werd de club heropgericht als BSG Chemie Piesteritz, dat ook in andere sporttakken actief was. Van 1952 tot 1955 en van 1961 tot 1965 speelde de club in de Bezirksliga Halle, de derde klasse. In 1970 promoveerde de club opnieuw naar de Bezirksliga en werd hier nu een vaste waarde tot het einde van de Oost-Duitse voetbalcompetitie in 1991.
Na de Duitse hereniging werd de naam gewijzigd in SV Grün-Weiß Wittenberg-Piesteritz. In juli 2001 werd de voetbalafdeling zelfstandig onder de naam FC Grün-Weiß Piesteritz. De club speelde sinds 1997 in de Verbandsliga Sachsen-Anhalt, toen nog de vijfde klasse, sinds 2008 de zesde klasse. In 2011 promoveerde de club naar de Oberliga, waar de club tot 2014 speelde. Van 2014 tot 2018 kwam Grün-Weiß uit in de Verbandsliga Sachsen-Anhalt. In 2018 degradeerde de club vervolgens naar de Landesliga maar vond in 2020 de weg terug naar de Verbandsliga.